# 松平福之介
松平 福之介（まつだいら ふくのすけ、文政13年（1830年） - 元治元年9月12日（1864年10月12日））は、江戸時代後期の水戸藩士。尊王志士。諱は福長。大番頭・松平頼寧の庶子。
武田彦九郎勢に加わって天狗党の乱に出陣し、元治元年（1864年）9月12日、鹿島郡飯島村（現・鉾田市飯島）にて土兵に囲まれて自刃した。享年34。死後、靖国神社に合祀された。